# بيل بيفان
بيل بيفان (بالإنجليزية: Bill Bevan)‏ هو لاعب كرة قدم أمريكية أمريكي، ولد في 26 مارس 1913، وتوفي في 26 أغسطس 1975 في مقاطعة هينيبين في الولايات المتحدة.